# Henrik Arnold Wergeland

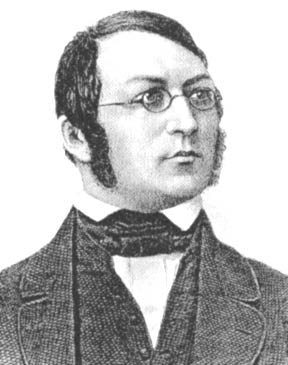
Henrik Wergeland.

Henrik Arnold Wergeland (Kristiansand, 17 de junio de 1808 - Cristiania, 12 de julio de 1845), fue un autor y orador noruego, cuya colosal personalidad dominó totalmente su época. 

## Biografía
Estudió en la Katedralskole y cursó teología en la Universidad. Su padre, Nicolai Wergeland, fue miembro de la asamblea creadora de la Constitución noruega (1814). La primera mitad del siglo XIX constituyó para Noruega el periodo de formación del país moderno e independiente en todos los sentidos que sería en el futuro. Wergeland, hombre de acción, espíritu revolucionario, patriota y profeta vivió en este periodo histórico, adecuadísimo a su personalidad. Wergeland era al tiempo racionalista y romántico, poeta político y lírico, individualista y liberal acérrimo. Quería reformas democráticas, elevar en todos los sentidos el nivel de las clases inferiores, incrementar la cultura y colaborar con otros países, aunque siempre salvaguardando los intereses de Noruega. Wergeland y sus patriotas tuvieron un principal oponente, Welhaven y la Intelligentsia. 
En Wergeland poesía y drama son fiel reflejo de su persona y actividad. Como poeta fue el más indisciplinado y atrevido; autodidacto, lo que más le molestaba es que trataran de aminorar su originalidad. Sus primeros poemas, Digte, Forste Ring (Poemas, ciclo primero, 1829), a pesar de sus defectos, están llenos de atractivo por su genio, vida y brillantes imágenes. Cuando Wergeland creaba poesía, pasaba a un estado de éxtasis que explica el carácter visionario, imaginativo e intenso de sus poemas. En 1830 publicó su monumental Skabelsen, Mennesket og Messias (Creación, hombre y Mesías, titulada sólo Mennesket, El hombre, en 1845), con ideas racionalistas y plan romántico. Desde 1830 Wergeland se perfeccionó constantemente (Digte, anden Ring, 1833; Poesier, 1838) hasta llegar en el periodo 1840-45 al artista prolífico consumado. Spaniolen (El español, 1832) es una magnífica obra en verso, difícil y simbólico, en la que narra la actitud de un español liberal, en el reinado de Fernando VII, que se refugia en Noruega. 
Wergeland, poeta de la naturaleza, dejó tras sí una obra social, política y cultural ingente; la base de sus ideas puede estar en el humanismo clásico, el platonismo o el liberalismo europeo. Pero su más profunda inspiración en vida y obra fue el cristianismo.